# (10827) Doikazunori
(10827) Doikazunori (1993 TC3) – planetoida z grupy pasa głównego asteroid okrążająca Słońce w ciągu 3,29 lat w średniej odległości 2,21 j.a. Odkryta 11 października 1993 roku.